# Ompok sindensis
Ompok sindensis es una especie de peces de la familia Siluridae en el orden de los Siluriformes.

## Distribución geográfica
Es un endemismo del Pakistán.